# Schloss Weildegg

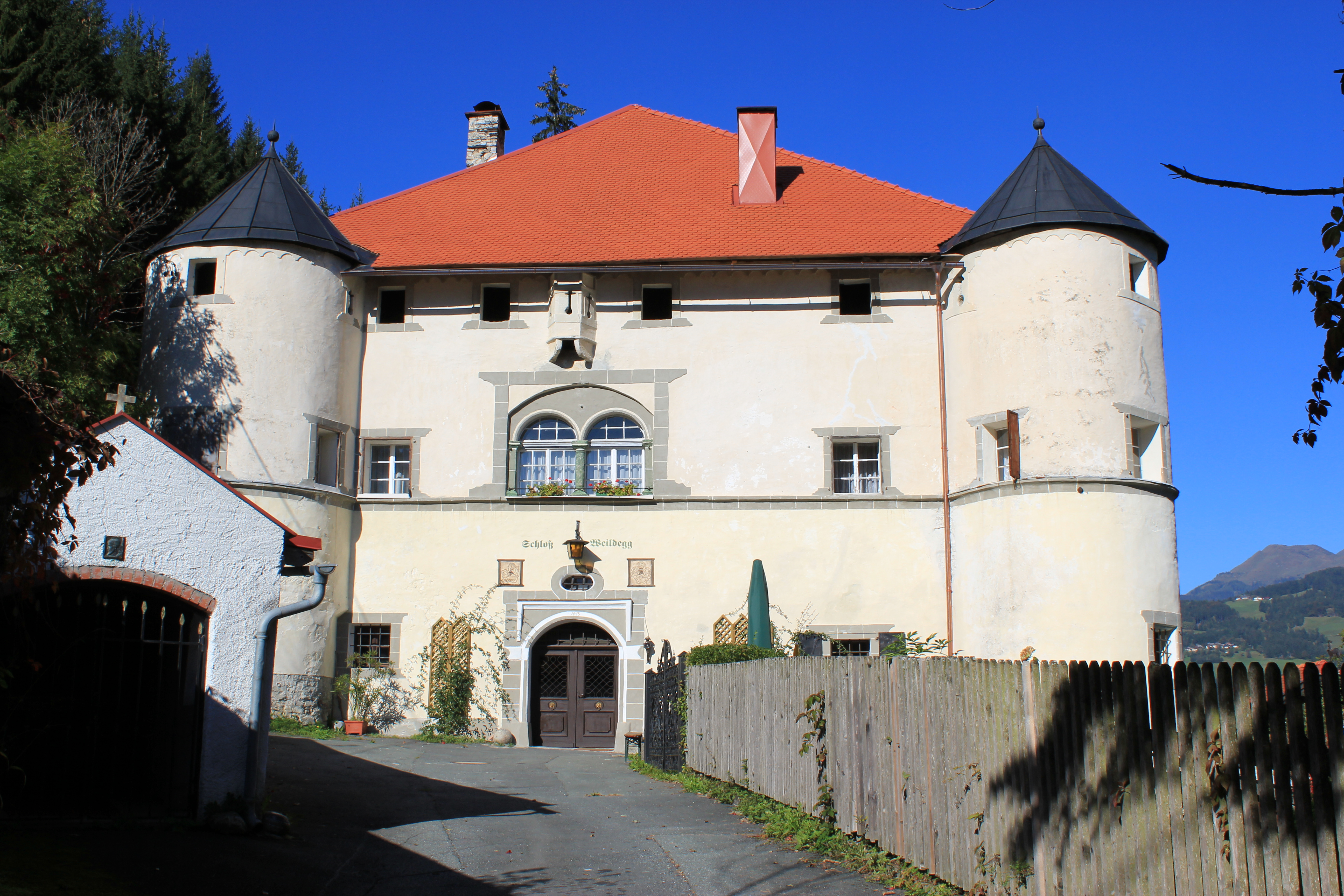
Ostansicht des Schlosses Weildegg

Schloss Weildegg, auch Waldegg genannt, steht in der Ortschaft Würmlach in der Gemeinde Kötschach-Mauthen.
Der Villacher Ratsherr und Handelsbürger Hieronymus Weyland der Ältere baute 1537 (urk.) in Würmlach einen Gutshof zu einem Renaissanceschloss um. Heute gehört das Anwesen der Familie Aichwalder, die im Schloss Ferienwohnungen vermietet und das Gebäude fallweise für kulturelle Veranstaltungen zur Verfügung stellt.
Das Schloss ist ein festungsartiger, drei- bis viergeschoßiger, quadratischer Bau mit vier kreisrunden Ecktürmen und Zeltdach. Das Attikageschoß wird von Schießfenstern durchbrochen, an der Ostseite befindet sich über dem Eingang eine Pechnase. Fenster und Türen sind von Sgraffitofaschen gerahmt. Die beiden Biforienfenster über dem östlichen und westlichen Eingangstor gehören zu einem großen Saal mit gemalten Wappen der Familien Kulmer und Gängel-Ehrenwert von 1648.